# Champorcher

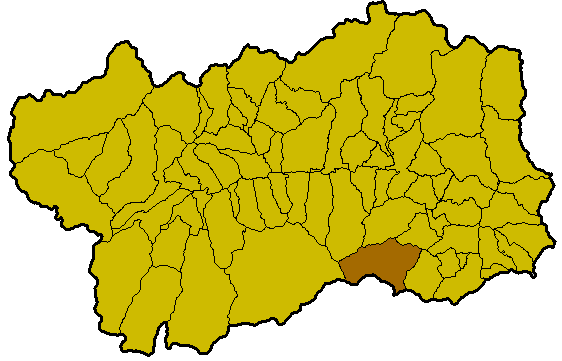
Ubicación del municipio de Champorcher en el Valle de Aosta.

Champdepraz  es una localidad italiana de Valle de Aosta, con 402 habitantes.

## Evolución demográfica
| Gráfica de evolución demográfica de Champorcher entre 1861 y 2001 |
|                                                                   |
| Fuente ISTAT - elaboración gráfica de Wikipedia                   |